# Köditz (Saalfeld)
Köditz ist ein Stadtteil von Saalfeld im Landkreis Saalfeld-Rudolstadt in Thüringen.

## Geografie
An den Ausläufern der Nordabdachung des Thüringer Waldes beginnt die Gemarkung des Stadtteils Köditz. Südöstlich der Kernstadt von Saalfeld am Ausgang der Bundesstraße 85 in Richtung Süden und der Bahnstrecke Saalfeld München sowie beim Zufluss der Saale in das Stadtgebiet liegt hauptsächlich links der Saale der Stadtteil. Die Flur des Stadtteils ist kupiert, besitzt aber auch Flächen zur Landbewirtschaftung. Südlicher Nachbarstadtteil ist Obernitz. Zwischen beiden Ortsteilen befindet sich ein bekannter geologischer Aufschluss, der Bohlen, der als Nationaler Geotop ausgewiesen wurde.

## Geschichte
Die urkundliche Ersterwähnung von Köditz erfolgte im Dezember 1074.
Die romanische Kapelle wurde erstmals 1383 erwähnt.
Von der Industrialisierung in Saalfeld, die Ende des 19. Jahrhunderts begann, konnte auch Köditz profitieren. So wurde 1901 die bis heute bestehende Schokoladenfabrik eröffnet.
1922 wurde Köditz nach Saalfeld eingemeindet, aber bereits drei Jahre später wieder ausgemeindet. Die endgültige Eingemeindung nach Saalfeld erfolgte am 1. Juli 1946.